# Gorybia suturella
Gorybia suturella là một loài bọ cánh cứng trong họ Cerambycidae.